# Omer Suljanovic
Omer Suljanovic (* 2. April 2005) ist ein österreichischer Basketballspieler.

## Werdegang
Suljanovic spielte als Jugendlicher beim Wiener Sportverein STARS, sein Vater Ramiz förderte ihn dort als Trainer. Ab 2020 spielte Omer Suljanovic ebenso wie sein Bruder Imran bei den Vienna D.C. Timberwolves, mit dessen U16-Mannschaft er 2021 österreichischer Meister dieser Altersklasse wurde. In der Saison 2021/22 bestritt er neun Einsätze für die Herrenmannschaft der Wiener in der höchsten österreichischen Spielklasse, ehe er im Februar 2022 zu Pallacanestro Reggiana nach Italien wechselte. Sein Bruder Imran ging ebenfalls in die Nachwuchsabteilung des italienischen Erstligisten, Vater Ramiz Suljanovic begleitete seine Söhne zum in der Stadt Reggio nell’Emilia beheimateten Verein. Omer Suljanovic wurde bei Pallacanestro Reggiana zunächst ausschließlich in der Jugendmannschaft eingesetzt. Im Februar 2024 gab er seinen Einstand in der Serie A.
Suljanovic wurde zur Saison 2024/25 an den Zweitligisten UCC Assigeco Piacenza ausgeliehen. In der Sommerpause 2025 entschloss er sich zum Wechsel in die Vereinigten Staaten an die University of California, Davis.

### Nationalmannschaft
Im Sommer 2022 erzielte Suljanovic für die österreichische U18-Nationalmannschaft bei der B-Europameisterschaft dieser Altersklasse im Schnitt 15,3 Punkte und 5,7 Rebounds je Begegnung. Im November 2022 bestritt er sein erstes Länderspiel für Österreichs Herrennationalmannschaft. Er war im Sommer 2023 Teilnehmer der B-Europameisterschaft der Altersklasse U18.